# ROCK IT DOWN
『ROCK IT DOWN』(또는 Rock It Down)은 move의 첫 번째 싱글이다.

## 개요
- 오리콘 위클리 차트에 처음 등장했을 때 32위로 호조의 매상을 기록했다.
- 당시만 해도 보컬인 yuri의 파트가 적었던 대신, 랩을 맡았던 motsu의 파트가 많은 편이었다.
- 당초 데뷔 싱글은 이들의 첫 번째 앨범인 『electrock』에 수록된 「take me higher」로 할 예정이었으나 이 곡으로 바뀌었다.

## 수록곡
1. ROCK IT DOWN
  - 작사：motsu, 작곡：t-kimura
2. FAVORITE BLUE DIGI-ROCK mix
  - 작사, 작곡, 편곡：t-kimura
3. ROCK IT DOWN English ver.
4. ROCK IT DOWN tv mix